# Jourdan Dunn

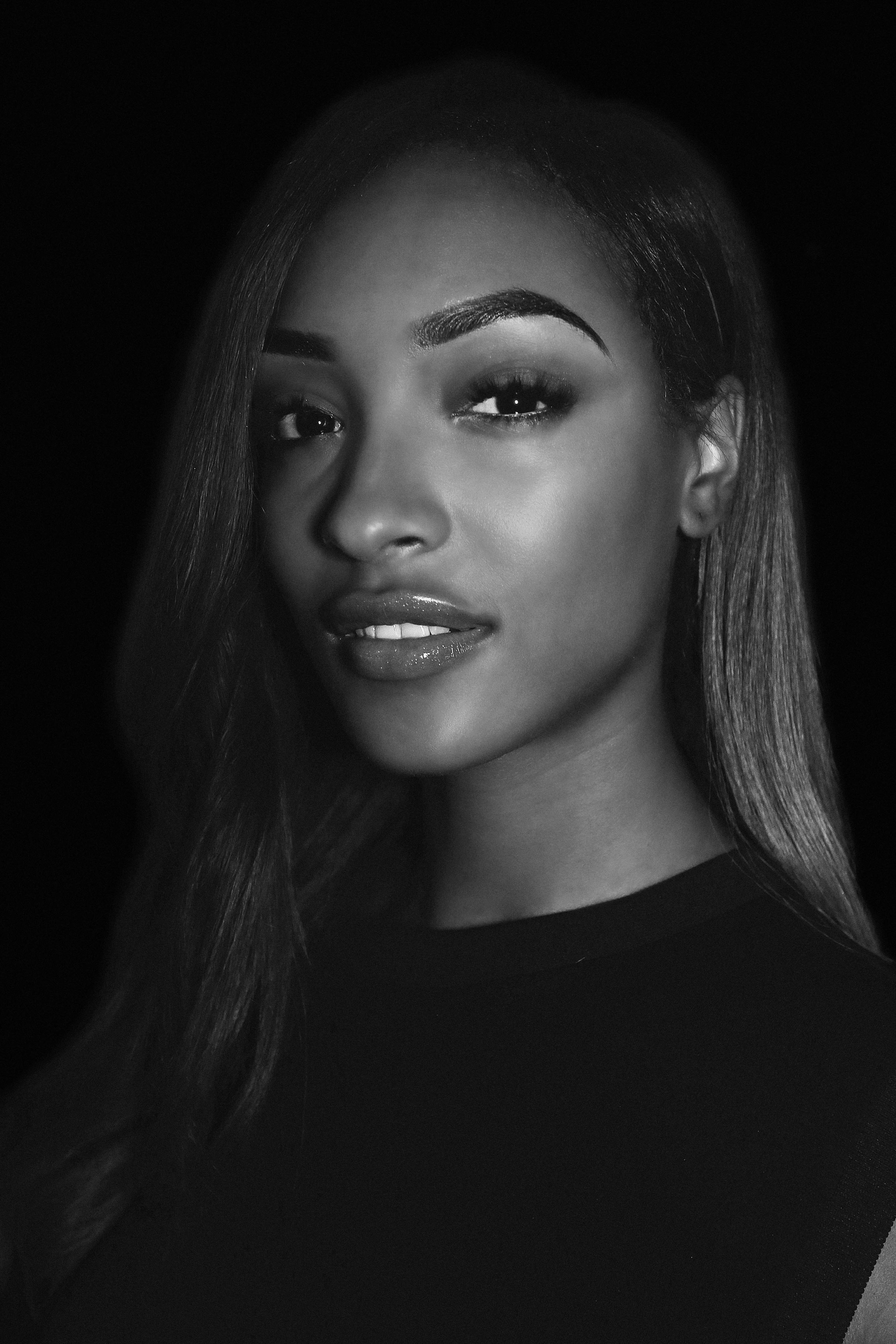
Jourdan Dunn

Jourdan Sherise Dunn (* 3. August 1990 in London) ist ein britisches Model.
Jourdan Dunn wurde mit 15 Jahren von einem Scout der Modelagentur Storm entdeckt. Ab 2007 wurde sie als Laufstegmodel für Schauen von Marc Jacobs, Louis Vuitton oder Valentino international gebucht. In Werbekampagnen stand sie für H&M, Burberry, Calvin Klein oder Tommy Hilfiger vor der Kamera. Als Covermodel war sie auf Ausgaben der Elle und Vogue zu sehen. Von 2012 bis 2014 wirkt sie an den Victoria’s Secret Fashion Shows mit.